# 나이트 아이 4
《나이트 아이 4》(Night Eyes Four: Fatal Passion)는 미국에서 제작된 로드니 맥도널드 감독의 1996년 드라마, 스릴러 영화이다. 제프 트라크타 등이 주연으로 출연하였고 앤드류 스티븐스 등이 제작에 참여하였다.

## 출연

### 주연
- 제프 트라크타
- 파울라 바비에리

### 조연
- 앤드류 스티븐스
- 선드라 스프릭스
- 캐스퍼 반 디엔
- 킴벌리 켈리
- 세스 자프
- 칙 베네라
- 펠라 월터스
- 마이클 페니시
- 브래드 브레이스델
- 트립 리드
- 재클린 로벨
- 루 리처즈

## 기타
- 라인프로듀서: 윌리암 B. 스테클리
- 미술: 헬렌 하웰
- 의상: 미셀 미첼
- 배역: 짐 위노스키